# نادي هايد إف سي
هايد يونايتد إف سي لكرة القدم (بالإنجليزية: .Hyde United F.C)‏ هو نادٍ إنجليزي لكرة القدم في إنجلترا تأسس في 1885. يدربه سكوت جوناثان ماكنيفين. تعود ملكية النادي لجون مانشيب. يلقب بالنمور .